# Drehsolarhaus

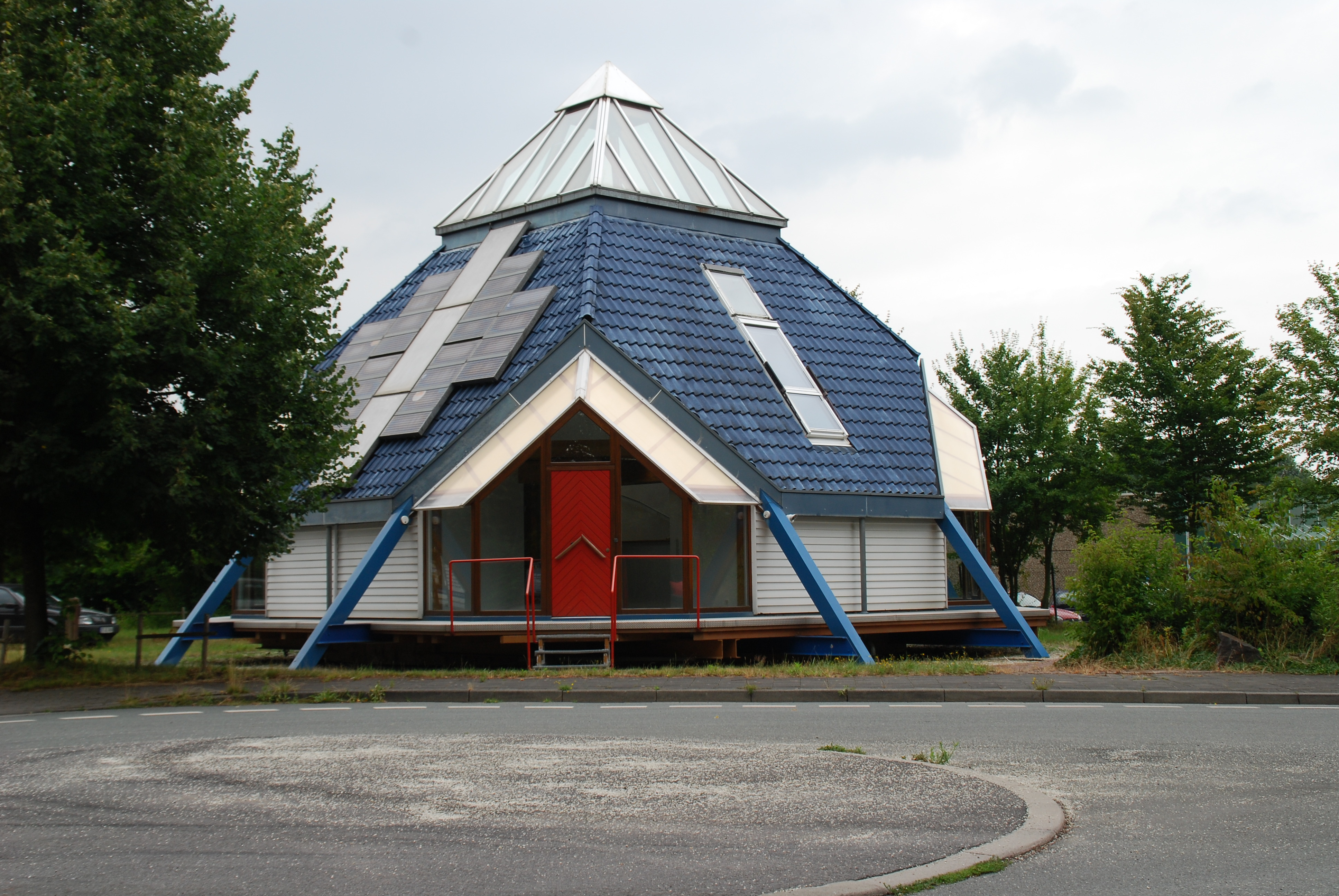
Drehsolarhaus in Rheine

Ein Drehsolarhaus ist ein Einfamilienhaus, das seinen Energiebedarf ganz oder zum Teil durch Solarenergie deckt. Gegenüber herkömmlichen Solaranlagen besteht die Besonderheit darin, dass das gesamte Gebäude auf einem Drehteller gelagert ist, wodurch die Solarkollektoren in Richtung Sonne ausgerichtet werden können. Dadurch wird eine höhere Energieausbeute erzielt.
Ein Prototyp eines Drehsolarhauses befindet sich im Transferzentrum für angepasste Technologien in Rheine, dieses wird von einem 20 Watt starken Elektromotor dem Sonnenstand nachgeführt.
Weitere Vertreter dieses Haustyps sind das Gemini-Haus in Weiz sowie das Heliotrop in Freiburg im Breisgau. Beide Ansätze haben gezeigt, dass ein Nachführsystem keine massive Verbesserung des Energiehaushalts bringt, obwohl das Drehen kaum Energie verbraucht.
Als Weiterentwicklung realisiert das Drehhaus in Mittelhessen durch seine große dem Sonnenlauf folgenden Fenster-, Photovoltaik- und Solarthermieflächen als Plusenergiehaus diese hohe Energieausbeute.